# Gare de Montpaon
Gare de Montpaon vasútállomás Franciaországban, Fondamente településen.

## Vasútvonalak
Az állomást az alábbi vasútvonalak érintik:
- Béziers-Neussargues-vasútvonal

## Kapcsolódó állomások
A vasútállomáshoz az alábbi állomások vannak a legközelebb:
- Gare de Ceilhes - Roqueredonde
- Gare de Tournemire - Roquefort